# Liz Carmouche
Liz Carmouche (Lafayette, 19 de fevereiro de 1984) é uma lutadora norte-americana de artes marciais mistas, atualmente é campeã do peso-mosca do Bellator MMA.

## Carreira no MMA

### Strikeforce
Após duas vitórias consecutivas, Carmouche foi contratada para fazer uma luta reserva do torneio de Meio Médios contra Colleen Schneider em 13 de Agosto de 2010 no Strikeforce Callengers 10, Carmouche venceu por Decisão Unânime após dois rounds.
Liz voltou no Strikeforce Challengers 12 em 19 de Novembro de 2010, para enfrentar Jan Finney, venceu por Nocaute Técnico no terceiro round.
Em 23 de fevereiro de 2011, foi anunciado que a adversária n°1 Miesha Tate tinha sofrido uma lesão no joelho e que Carmouche iria intervir a curto prazo para enfrentar a Marloes Coenen Pelo Cinturão dos Galos Femininos do Strikeforce. em 5 de março de 2011 no Strikeforce: Feijao vs. Henderson. Carmouche foi derrotada por Finalização no quarto round, depois de dominar os dois rounds anteriores.
Em 22 de Julho de 2011, Carmouche enfrentou Sarah Kaufman no Strikeforce Challengers: Voelker vs. Bowling III, perdeu por Decisão Unânime.

### Invicta Fighting Championship
Carmouche enfrentou Ashleigh Curry no Invicta FC 1 em 28 de abril de 2012. Ela venceu por Nocaute Técnico no primeiro round.
Liz enfrentou Kaitlin Young no Invicta FC 2 em 28 de julho de 2012. Ela venceu por Finalização no segundo round.

### Volta ao Strikeforce
Carmouche era esperada para enfrentar Sara McMann no Strikeforce: Cormier vs. Mir, porém o evento foi cancelado.

### Ultimate Fighting Championship
Na conferencia pré-luta do UFC on Fox: Henderson vs. Diaz, foi anunciado que o UFC adicionaria a categoria dos Galos Femininos. E Ronda Rousey, campeã do Strikeforce foi promovida a campeã do UFC, e Liz enfrentou Ronda no UFC 157 pelo Cinturão Peso Galo Feminino do UFC. Carmouche perdeu por Finalização no primeiro round.
Carmouche era esperada para enfrentar Miesha Tate em 27 de julho de 2013 no UFC on Fox: Johnson vs. Moraga, porém com a lesão de Cat Zingano que enfrentaria Ronda Rousey no TUF 18, Miesha foi chamada para substituir Zingano. Liz, então, enfrentou e venceu Jéssica Andrade na primeira luta do UFC entre atletas publicamente homossexuais.
Carmouche enfrentou Alexis Davis em 6 de novembro de 2013 no UFC: Fight for the Troops 3. Carmouche perdeu por decisão unânime.
Liz Carmouche enfrentou a também ex-desafiante ao cinturão e ex-Campeã Peso Galo Feminino do Strikeforce, Miesha Tate em 19 de Abril de 2014 no UFC on Fox: Werdum vs. Browne. Liz perdeu por decisão unânime.
Carmouche enfrentou Lauren Murphy em 4 de Abril de 2015 no UFC Fight Night: Mendes vs. Lamas e a venceu por decisão unânime.
Ela era esperada para enfrentar Raquel Pennington em 5 de Setembro de 2015 no UFC 191. No entanto, uma lesão tirou Carmouche da luta e a fez ser substituída por Jéssica Andrade.
Após ficar com uma sequência irregular de vitórias e derrotas, Liz Carmouche desceu de divisão em 2018. Americana fez sua estreia na divisão peso-mosca feminino vencendo a brasileira Jennifer Maia no UFC Fight Night: dos Santos vs. Ivanov em julho de 2018. Em fevereiro de 2019, Liz derrotou na decisão unânime Lucie Pudilová no UFC Fight Night: Blachowicz vs. Santos. Com duas vitória seguidas nos moscas, Liz Carmouche recebeu a chance de uma nova disputa de cinturão no UFC. 
Em agosto de 2019, Carmouche fez uma revanche com Valentina Shevchenko pelo Cinturão Peso mosca Feminino do UFC. Elas protagonizaram a primeira edição do Ultimate no Uruguai fazendo a luta principal do UFC Fight Night: Shevchenko vs. Carmouche 2. Apesar de ter vencido Valentina em 2010, no segundo encontro, Liz Carmouche foi dominada em uma luta bem morna e resolvida na decisão. Em sua terceira luta por um cinturão no MMA, Liz saiu novamente derrotada.

### Bellator MMA
Após derrota para Valentina, Liz Carmouche não renovou seu contrato com o UFC. Em setembro de 2020, a americana fez sua estreia pelo Bellator finalizando DeAnna Bennett no Bellator 246. Carmouche emendou três vitórias seguidas: DeAnna Bennett, Vanessa Porto e Kana Watanabe. 
Com uma sequência positiva, Liz Carmouche recebeu a chance de disputar o Cinturão Peso mosca feminino do Bellator. Em 22 de abril de 2022, Liz Carmouche encarou a brasileira Juliana Velasquez. O duelo foi a luta principal do Bellator 278. O combate começou equilibrado, mas a partir do segundo round, a campeã começou a dominar a luta e Carmouche caminhava para mais uma derrota numa disputa de título. 
Porém, no 4º round, Liz Carmouche conseguiu encaixar uma posição no crucifixo e começou a golpear o rosto da brasileira com cotoveladas e socos. Apesar da posição encaixada, os golpes não foram contundentes, mas o árbitro Mike Beltrán resolveu interromper a luta aos 4:47. A interrupção foi considerada bastante polêmica e a brasileira ficou revoltada. 
Com o resultado, Liz Carmouche conseguiu o seu primeiro título mundial no MMA após 12 anos de carreira e quatro lutas de cinturão.

## Campeonatos e realizações

### Artes Marciais Mistas
- Bellator MMA
  - Campeã Mundial Peso Mosca Feminino - título conquistado em 22 de abril de 2022

## Cartel no MMA
| Cartel no MMA   |             |            |
| 24 lutas        | 17 vitórias | 7 derrotas |
| Por nocaute     | 8           | 0          |
| Por finalização | 3           | 2          |
| Por decisão     | 6           | 5          |

| Res.    | Cartel | Oponente              | Método                               | Evento                                           | Data       | Round | Tempo | Local                   | Notas                                                               |  |
| ------- | ------ | --------------------- | ------------------------------------ | ------------------------------------------------ | ---------- | ----- | ----- | ----------------------- | ------------------------------------------------------------------- |  |
| Vitória | 17-7   | Juliana Velasquez     | Nocaute técnico (cotoveladas)        | Bellator 278: Velasquez vs. Carmouche            | 22/04/2022 | 4     | 4:47  | Honolulu, Havaí         | Ganhou o Cinturão Peso Mosca Feminino do Bellator.                  |  |
| Vitória | 16-7   | Kana Watanabe         | Nocaute Técnico (socos)              | Bellator 261: Johnson vs. Moldavsky              | 25/06/2021 | 1     | 0:35  | Uncasville, Connecticut |                                                                     |  |
| Vitória | 15-7   | Vanessa Porto         | Decisão (unânime)                    | Bellator 256: Bader vs. Machida 2                | 09/04/2021 | 3     | 5:00  | Uncasville, Connecticut |                                                                     |  |
| Vitória | 14-7   | DeAnna Bennett        | Finalização (mata leão)              | Bellator 246                                     | 12/09/2020 | 2     | 4:47  | Uncasville, Connecticut | Estreia no Bellator; Luta em Peso Casado; Bennett não bateu o peso. |  |
| Derrota | 13-7   | Valentina Shevchenko  | Decisão (unânime)                    | UFC Fight Night: Shevchenko vs. Carmouche 2      | 10/08/2019 | 5     | 5:00  | Montevidéu              | Pelo Cinturão Peso Mosca Feminino do UFC.                           |  |
| Vitória | 13-6   | Lucie Pudilová        | Decisão (unânime)                    | UFC Fight Night: Blachowicz vs. Santos           | 23/02/2019 | 3     | 5:00  | Praga                   |                                                                     |  |
| Vitória | 12-6   | Jennifer Maia         | Decisão (unânime)                    | UFC Fight Night: dos Santos vs. Ivanov           | 14/07/2018 | 3     | 5:00  | Boise, Idaho            |                                                                     |  |
| Derrota | 11-6   | Alexis Davis          | Decisão (dividida)                   | UFC Fight Night: Swanson vs. Ortega              | 09/12/2017 | 3     | 5:00  | Fresno, Califórnia      |                                                                     |  |
| Vitória | 11-5   | Katlyn Chookagian     | Decisão (unânime)                    | UFC: 205: Alvarez vs. McGregor                   | 12/11/2016 | 3     | 5:00  | Nova York, Nova York    |                                                                     |  |
| Vitória | 10-5   | Lauren Murphy         | Decisão (unânime)                    | UFC Fight Night: Mendes vs. Lamas                | 04/04/2015 | 3     | 5:00  | Fairfax, Virginia       |                                                                     |  |
| Derrota | 9-5    | Miesha Tate           | Decisão (unânime)                    | UFC on Fox: Werdum vs. Browne                    | 19/04/2014 | 3     | 5:00  | Orlando, Florida        |                                                                     |  |
| Derrota | 9-4    | Alexis Davis          | Decisão (unânime)                    | UFC: Fight for the Troops 3                      | 06/11/2013 | 3     | 5:00  | Fort Campbell, Kentucky |                                                                     |  |
| Vitória | 9-3    | Jéssica Andrade       | TKO (socos e cotoveladas)            | UFC on Fox: Johnson vs. Moraga                   | 27/07/2013 | 2     | 2:57  | Seattle, Washington     |                                                                     |  |
| Derrota | 8-3    | Ronda Rousey          | Finalização (chave de braço)         | UFC 157: Rousey vs. Carmouche                    | 26/02/2013 | 1     | 4:49  | Anaheim, California     | Pelo Cinturão Peso Galo Feminino do UFC.                            |  |
| Vitória | 8-2    | Kaitlin Young         | Finalização (mata leão)              | Invicta FC 2: Baszler vs. McMann                 | 28/07/2012 | 2     | 3:34  | Kansas City, Kansas     |                                                                     |  |
| Vitória | 7-2    | Ashleigh Curry        | Nocaute Técnico (socos)              | Invicta FC 1: Coenen vs. Ruyssen                 | 28/04/2012 | 1     | 2:01  | Kansas City, Kansas     |                                                                     |  |
| Derrota | 6-2    | Sarah Kaufman         | Decisão (unânime)                    | Strikeforce Challengers: Bowling vs. Voelker III | 22/07/2011 | 3     | 5:00  | Las Vegas, Nevada       |                                                                     |  |
| Derrota | 6-1    | Marloes Coenen        | Finalização (triângulo)              | Strikeforce: Feijao vs. Henderson                | 05/03/2011 | 4     | 1:29  | Columbus, Ohio          | Pelo Cinturão dos Galos Femininos do Strikeforce.                   |  |
| Vitória | 6-0    | Jan Finney            | Nocaute Técnico (socos)              | Strikeforce Challengers: Wilcox vs. Ribeiro      | 19/11/2010 | 3     | 1:30  | Jackson, Mississippi    |                                                                     |  |
| Vitória | 5-0    | Valentina Shevchenko  | Nocaute Técnico (desistência)        | C3 Fights: Red River Rivalry                     | 30/09/2010 | 2     | 3:00  | Concho, Oklahoma        |                                                                     |  |
| Vitória | 4-0    | Colleen Schneider     | Decisão (unânime)                    | Strikeforce Challengers: Riggs vs. Taylor        | 13/08/2010 | 2     | 3:00  | Phoenix, Arizona        | Estreia no Strikeforce.                                             |  |
| Vitória | 3-0    | Margarita Ramirez     | Nocaute Técnico (interrupção médica) | Ultimate Warrior Challenge 7                     | 26/06/2010 | 2     | 5:00  | Tijuana                 |                                                                     |  |
| Vitória | 2-0    | Aleena Albertson      | Finalização (chave de braço)         | Native Fighting Championship 5                   | 29/05/2010 | 2     | 0:48  | Campo, Califórnia       |                                                                     |  |
| Vitória | 1-0    | Lutadora desconhecida | Nocaute (chute no corpo)             | Promoção Independente                            | 13/03/2010 | 1     | 2:59  | Tijuana                 |                                                                     |  |